# 穆林汽车博物馆
穆林汽车博物馆（英語：Mullin Automotive Museum）是一家美国汽车博物馆。

## 历史
2010年建成开放，位于加利福尼亚州奥克斯纳德。由美国亿万富豪和慈善家彼得·穆林出资修建，是世界上最大的布加迪汽车系列博物馆。2023年9月随着彼得·穆林去世，博物馆宣布于2024年2月10日永久关闭。

## 画廊

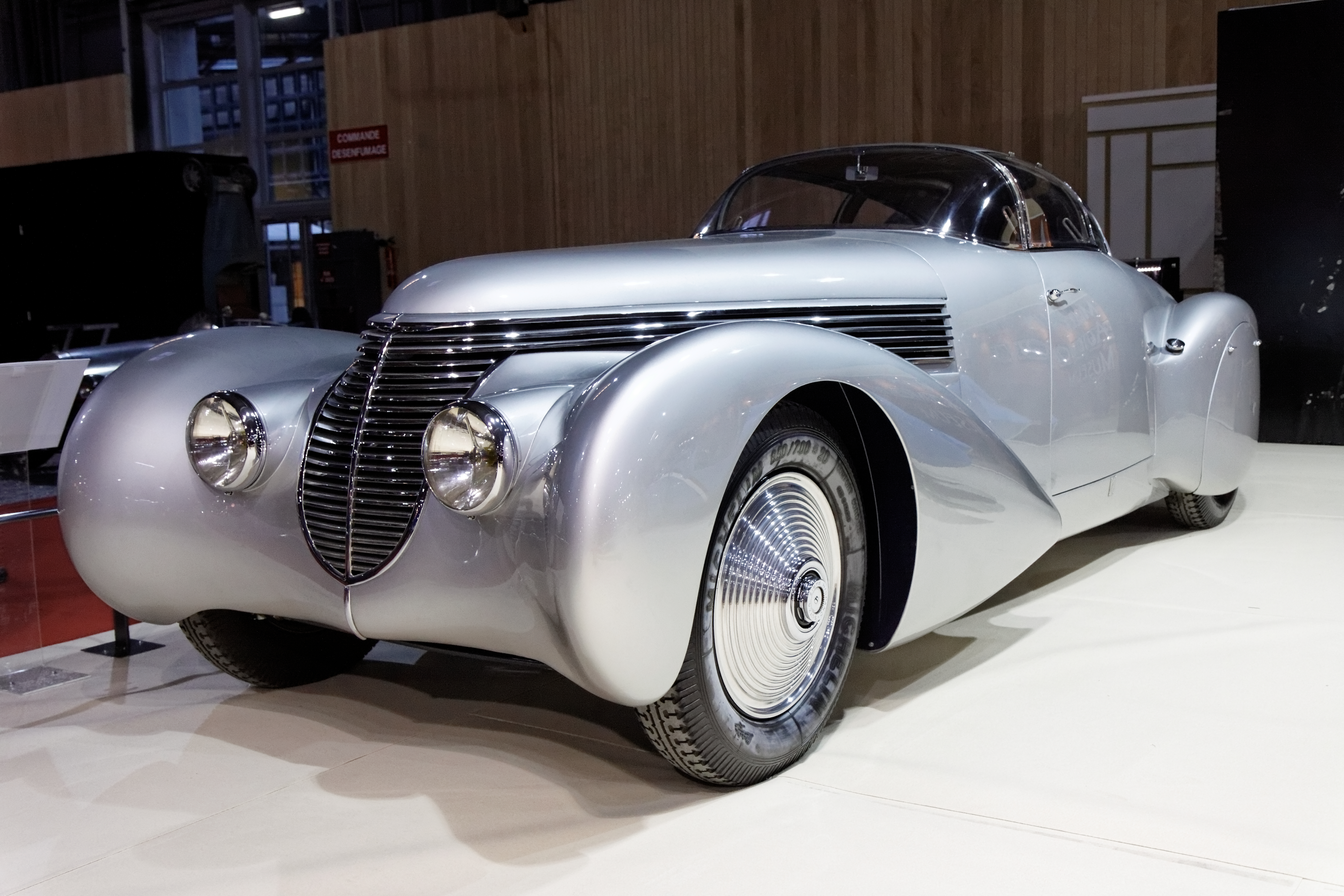
展示豪车
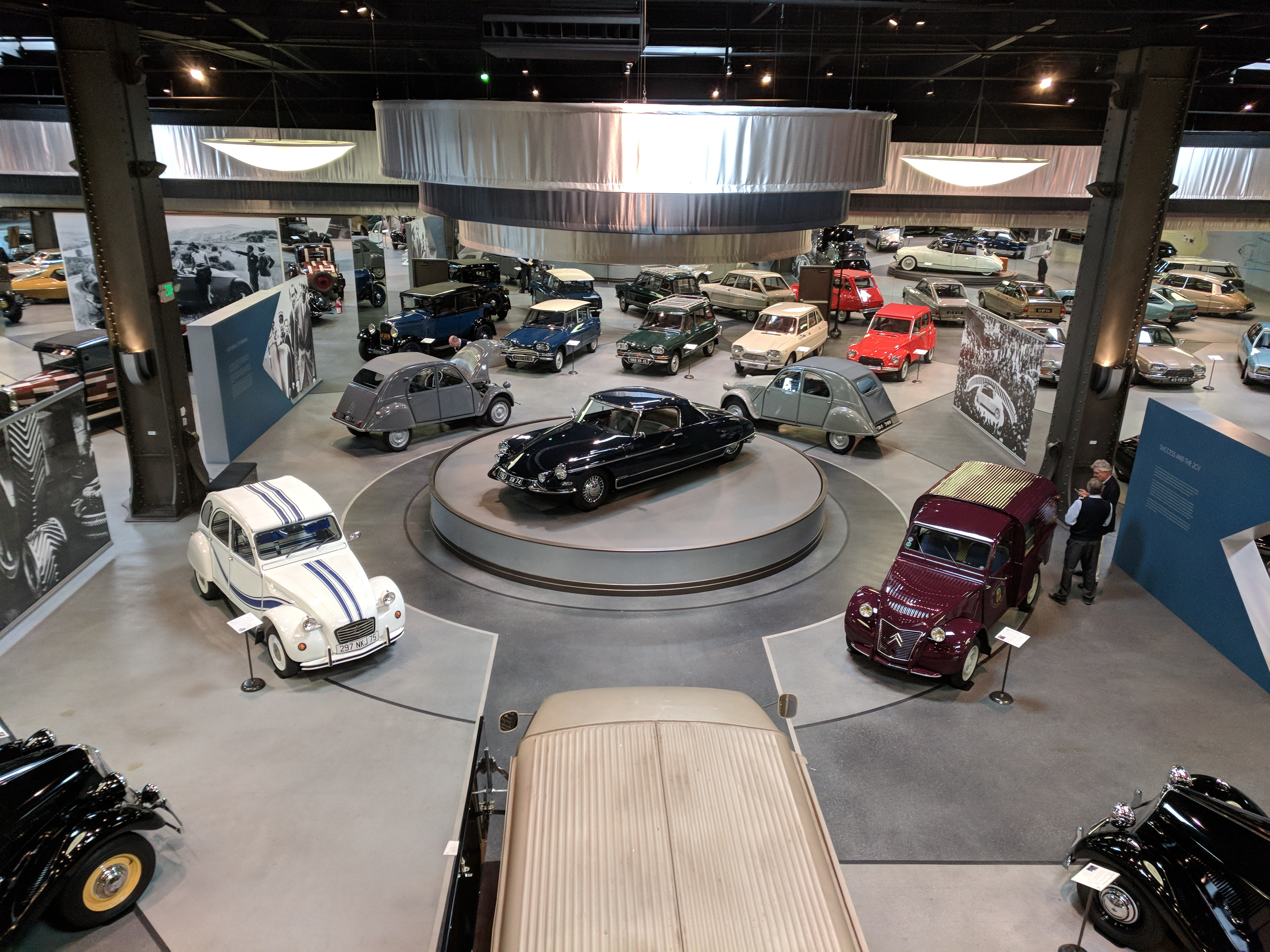
展示豪车
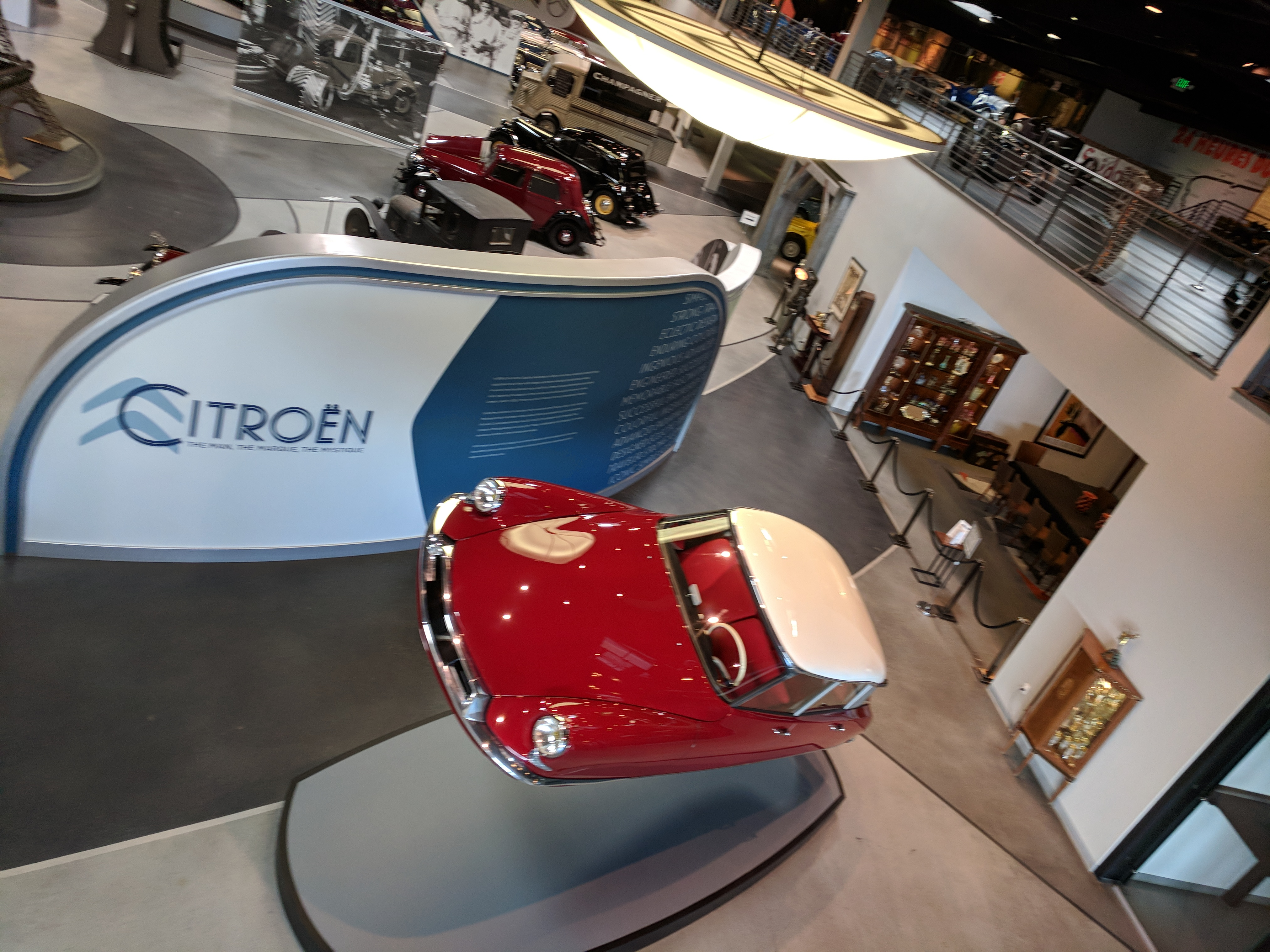
展示豪车